# Gubernatorzy generalni Papui-Nowej Gwinei
Gubernator generalny Papui-Nowej Gwinei – najwyższe stanowisko polityczne na Papui-Nowej Gwinei. Gubernator jest reprezentantem monarchy brytyjskiego jako głowy państwa. Pod nieobecność suwerena (która faktycznie trwa przez cały czas), gubernator generalny wykonuje jego kompetencje. Co do zasady czyni to za radą rządu, jednak konstytucja określa sytuacje w których działa samodzielnie. 

## Lista gubernatorów generalnych Papui-Nowej Gwinei
| #  | Portret                                  | Imię i nazwisko                  | Objął urząd         | Opuścił urząd       | Suweren                                   |
| -- | ---------------------------------------- | -------------------------------- | ------------------- | ------------------- | ----------------------------------------- |
| 1  |                                          | John Guise                       | 16 września 1975    | 1 marca 1977        | Elżbieta II (1926-2022) Królowa 1975-2022 |
| 2  |                                          | Tore Lokoloko                    | 1 marca 1977        | 1 marca 1983        | Elżbieta II (1926-2022) Królowa 1975-2022 |
| 3  |                                          | Kingsford Dibela                 | 1 marca 1983        | 1 marca 1989        | Elżbieta II (1926-2022) Królowa 1975-2022 |
| 4  |                                          | Ignatius Kilage                  | 1 marca 1989        | 31 grudnia 1989     | Elżbieta II (1926-2022) Królowa 1975-2022 |
| –  |                                          | Dennis Young pełniący obowiązki  | 31 grudnia 1989     | 27 lutego 1990      | Elżbieta II (1926-2022) Królowa 1975-2022 |
| 5  |                                          | Serei Eri                        | 27 lutego 1990      | 4 października 1991 | Elżbieta II (1926-2022) Królowa 1975-2022 |
| –  |                                          | Dennis Young pełniący obowiązki  | 4 października 1991 | 18 listopada 1991   | Elżbieta II (1926-2022) Królowa 1975-2022 |
| 6  |                                          | Wiwa Korowi                      | 18 listopada 1991   | 20 listopada 1997   | Elżbieta II (1926-2022) Królowa 1975-2022 |
| 7  |                                          | Silas Atopare                    | 20 listopada 1997   | 20 listopada 2003   | Elżbieta II (1926-2022) Królowa 1975-2022 |
| –  |                                          | Bill Skate pełniący obowiązki    | 20 listopada 2003   | 28 maja 2004        | Elżbieta II (1926-2022) Królowa 1975-2022 |
| –  |                                          | Jeffrey Nape pełniący obowiązki  | 28 maja 2004        | 29 czerwca 2004     | Elżbieta II (1926-2022) Królowa 1975-2022 |
| 8  |                                          | Paulias Matane                   | 29 czerwca 2004     | 13 grudnia 2010     | Elżbieta II (1926-2022) Królowa 1975-2022 |
| –  |                                          | Jeffrey Nape pełniący obowiązki  | 13 grudnia 2010     | 20 grudnia 2010     | Elżbieta II (1926-2022) Królowa 1975-2022 |
| 9  |                                          | Michael Ogio                     | 20 grudnia 2010     | 18 lutego 2017      | Elżbieta II (1926-2022) Królowa 1975-2022 |
| –  |                                          | Theo Zurenuoc pełniący obowiązki | 18 lutego 2017      | 28 lutego 2017      | Elżbieta II (1926-2022) Królowa 1975-2022 |
| 10 |                                          | Bob Dadae                        | 28 lutego 2017      | nadal               | Elżbieta II (1926-2022) Królowa 1975-2022 |
| 10 | Karol III (ur. 1948) Król: 2022-urzęduje | Bob Dadae                        | 28 lutego 2017      | nadal               |                                           |